# Kautionssystem (Vereinigte Staaten)
Im Kautionssystem in den Vereinigten Staaten können Angeklagte es vermeiden, ins Gefängnis zu kommen, indem sie eine Kaution bezahlen. Die Kaution erhält eine angeklagte Person zurück, wenn sie zur Hauptverhandlung erschienen ist. Sonst müsste die Person, die möglicherweise unschuldig ist, bis zur Hauptverhandlung ins Gefängnis, damit sie nicht fliehen kann. 
Dieses System hat sich durch das Recht und Prozessrecht in den USA entwickelt. Es unterscheidet sich zum Teil erheblich von anderen Ländern wie auch Deutschland. Nach dem 8. Zusatzartikel zur Verfassung der Vereinigten Staaten darf die Höhe der Kaution nicht unverhältnismäßig sein. Dennoch sind die verlangten Kautionen zum Teil erheblich und stellen viele Angeklagten vor große Schwierigkeiten. Kritiker sagen, dass das System grundsätzlich zu Armut und sozialer Ungleichheit beitrage.

## Sinn
Bei der Festnahme eines Tatverdächtigen stellt sich die Frage, wo er die Zeit bis zur Hauptverhandlung verbringt. In vielen europäischen Ländern bleibt der Verdächtige auf freiem Fuß, wenn nicht von einer Fluchtgefahr (oder anderen Gefahren, insbesondere Verdunkelungsgefahr) auszugehen ist. Dazu reicht meist ein fester Wohnsitz im Land aus. Ansonsten käme der Verdächtige in Untersuchungshaft.
Die Situation in den USA unterscheidet sich davon in zwei wichtigen Punkten. Erstens ist es in den USA einfacher als in Europa unterzutauchen, unter anderem, weil es keine allgemeine Meldepflicht gibt. Amerikaner sind also nicht durchgehend bei einer örtlichen Behörde eingeschrieben. Außerdem gibt es keine eigentliche Untersuchungshaft, darum käme der Angeklagte sofort in ein normales Gefängnis. Um dies einem Angeklagten zu ersparen, gibt es das Kautionssystem, zumindest, wenn dem Angeklagten nicht die schwersten Verbrechen zur Last gelegt werden.
Der Angeklagte zahlt dementsprechend eine Kaution, damit er einen höheren Anreiz hat, zur Hauptverhandlung zu kommen. Dafür kann er in Freiheit auf die Verhandlung warten; der Vorteil liegt unter anderem darin, dass er sich in dieser Zeit um Kinder kümmern bzw. den Beruf ausüben kann. Erscheint der Angeklagte nicht ordnungsgemäß zur Eröffnung der Hauptverhandlung vor Gericht, fällt die Kaution nach einer bestimmten Frist an den Staat. Bei Abschluss des ordentlichen Gerichtsverfahrens, wenn der Angeklagte zu allen Verhandlungsterminen erschienen ist, wird die hinterlegte Kaution zurückerstattet. Dabei ist es unerheblich, ob der Angeklagte freigesprochen oder für schuldig befunden wurde.
2017 wurde in New Jersey eine Gesetzesänderung beschlossen, nach welcher anstelle einer Geldkaution mittels eines Algorithmus (Public Safety Assessment) die Wahrscheinlichkeit errechnet werden soll, ob eine Person zur Verhandlung erscheint und ob diese auf freiem Fuß eine Straftat begehen wird. Das Ergebnis der Berechnung ist eine Empfehlung für den Richter, wie er vorgehen kann (z. B. Verhängung von Hausarrest, Drogentests, Fußfessel etc. anstelle einer Kaution). Bei schwerwiegenden Delikten wird immer die Inhaftierung empfohlen (z. B. bei Sexualdelikten, Raub, Mord etc.). Am 9. Januar 2018 wurde auch in New York vom Gouverneur ein Gesetzesvorschlag eingebracht, so dass bei kleineren Vergehen und nicht gewalttätigen Straftaten keine Kaution mehr verlangt werden muss. Ähnliche Überlegungen wurden auch von der Staatsanwaltschaft von Atlanta angestellt.
Zu 2023 wurde in Illinois das Bargeld-Kautionsystem abgeschafft.
Wesentliche Kritiker dieser Änderungen sind die Kautionsagenten, die von der Kautionsstellung profitieren.

## Kautionsbüros

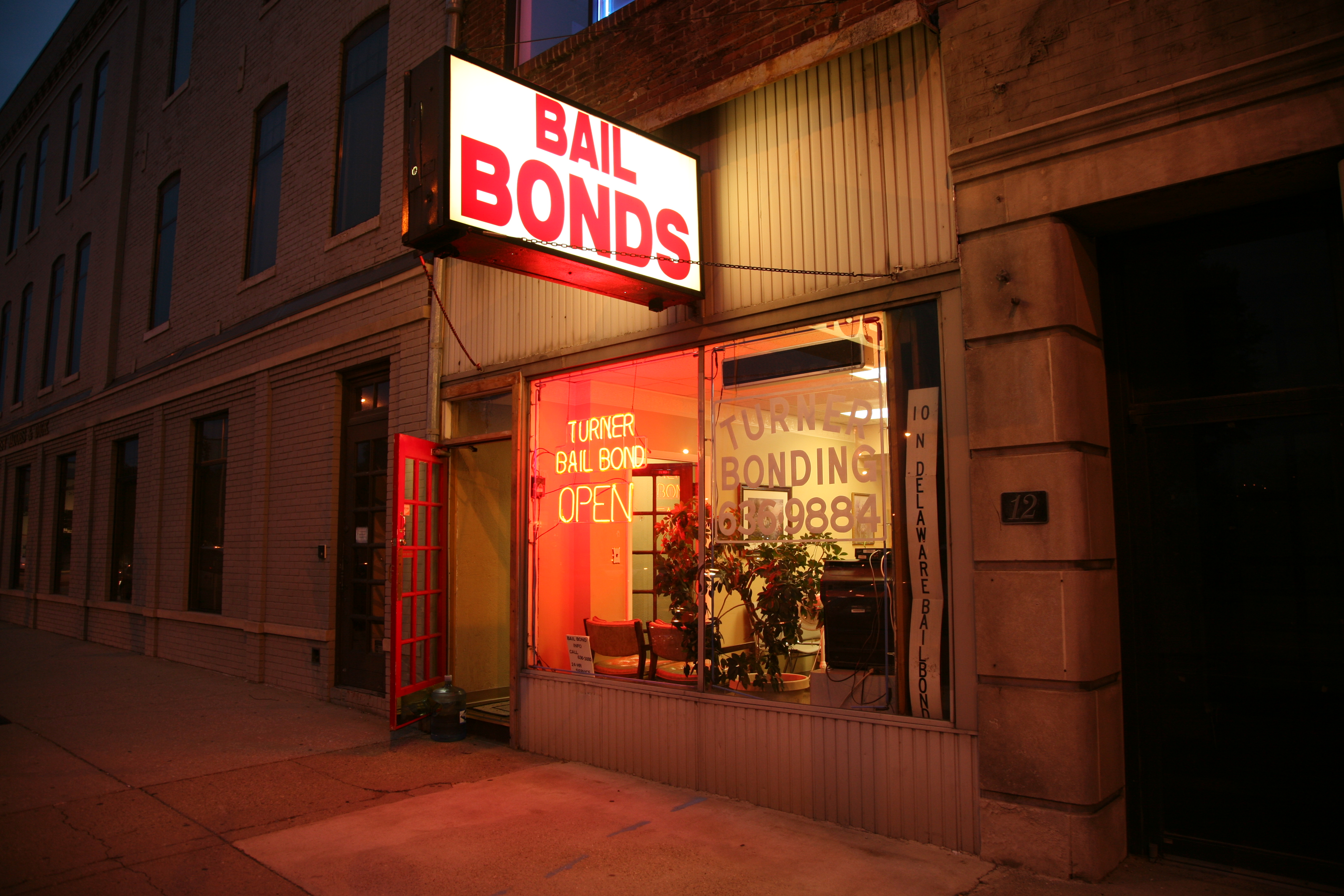
Kautionsbüro in Indianapolis, USA

Die Hauptmasse der Angeklagten kann die Kaution nicht selbst aufbringen. So ist in den USA der Beruf des Kautionsagenten (englisch: bail bondsman, bail bond agent) entstanden. Er stellt gegen eine Gebühr von ca. 10–15 % der Kautionssumme die Kaution vor Gericht. Dabei stehen die Begriffe bail für Kaution und bond für Bürgschaft, das heißt, der Kautionsagent bürgt für die Kaution, z. B. in Form einer Bankgarantie.
Technisch läuft die Kautionsstellung folgendermaßen ab: 
- Der Richter legt die Höhe der Kaution fest.
- Im Gefängnis hat der Angeklagte das Recht, begrenzt zu telefonieren. Dies umfasst unter anderem Anrufe zu:
  - einer Angehörigen, die alles organisiert, oder
  - einem Anwalt oder
  - einem Kautionsagenten (die Werbeaufkleber der örtlichen Kautions-Agenten finden sich direkt neben dem Telefon im Gefängnis bzw. im örtlichen Branchentelefonbuch).

Eventuell verlangt der Agent die Stellung von zusätzlichen Sicherheiten wie Kfz-Brief, Immobilien, Schuldschein eines Verwandten. Er wird sich die Nummer eines nahen Verwandten oder Freundes geben lassen, der im Voraus die Gebühr für seine Dienste bezahlen muss. Erst dann wird er vor Gericht die Kaution in Form einer Bankbürgschaft stellen. 
Eine normale Bank würde des Risikos wegen keine Kautionen leihen. Daher haben Kautionsbüros per Gesetz besondere Rechte erhalten, um dieses Risiko zu verringern. Der Kautionsagent hat das Recht, den Aufenthaltsort seines Kunden zu bestimmen. Er darf ihn festnehmen – erforderlichenfalls auch mit Gewalt. Daher benötigt der Kautionsagent zum Ausüben seiner Tätigkeit eine Lizenz und unterliegt berufsrechtlichen Bestimmungen. Je nach Risikoeinschätzung wird der Kautionsagent verlangen, dass der Angeklagte beispielsweise täglich im Büro des Agenten erscheint oder zusätzlich noch anruft, um den Agenten davon zu überzeugen, dass er nicht geflüchtet ist. Dennoch lehnen auch viele Kautionsagenten es ab, die Kaution für bestimmte Verdächtige zu stellen, zum Beispiel für reisende Banden von Ladendieben. 
Für bedürftige Personen wurde stellenweise ein System der Kautionsstellung durch die öffentliche Hand erprobt, aber wieder verworfen.
Je nach Firmengröße unterscheidet man
- den selbständigen Kautions-Agenten mit eigenem Büro,
- den Subunternehmer, der die Kautionen im Namen eines General-Kautionsagenten stellt, und
- den Kleinunternehmer, der ohne Kredite, nur mit seinen eigenen Barmitteln die Kautionen stellt.

Es wird geschätzt, dass es 2018 etwa 15.000 solcher Kautionsbüros gab.

## Untertauchen vor der Hauptverhandlung
Falls die vorgeladene angeklagte Person trotz hinterlegter Kaution nicht zur Hauptverhandlung erscheint (was noch eine zusätzliche Straftat darstellt), nennt man das skipping bail oder jumping bail. Das Gericht stellt dann einen Haftbefehl aus und legt den Termin fest, zu dem die Kaution an den Staat fällt. Bis zu diesem Verfallstag muss der Kautionsagent die zugesicherte Kaution an das Gericht zahlen. Er kann dann auch die zusätzlichen Sicherheiten, die er von dem Angeklagten verlangt hat, veräußern. Einen eventuellen Mehrerlös daraus darf er allerdings nicht behalten.

## Kopfgeldjäger
Da die vom Kautionsagenten hinterlegte Kaution beim Nichterscheinen des Angeklagten nach einer festgelegten Frist verfällt, hat er ein starkes Interesse daran, den Flüchtigen bald zu finden.
Entweder versucht er selbst ihn zu finden oder engagiert einen so genannten Kopfgeldjäger (engl.: bounty hunter). Ein Kopfgeldjäger ist ein Privatunternehmer, der seine Aufträge und sein Honorar vom Kautionsagenten erhält. Damit ein Kopfgeldjäger effektiver arbeiten kann als eine sonstige Privatperson, hat er bestimmte Sonderrechte. So darf er sich beispielsweise als eine andere Person ausgeben, um durch Täuschung an Informationen über den Aufenthaltsort des Flüchtigen zu gelangen. Für Eigentumsschäden während der Festnahme haftet der Kopfgeldjäger jedoch persönlich. Die Gesetze der verschiedenen US-Bundesstaaten unterscheiden sich hinsichtlich seiner Rechte und Pflichten.